# Altinote brownorum
Altinote brownorum är en fjärilsart som beskrevs av Thomas Henry Potts 1943. Altinote brownorum ingår i släktet Altinote och familjen praktfjärilar. Inga underarter finns listade i Catalogue of Life.